# Физическое совершенство

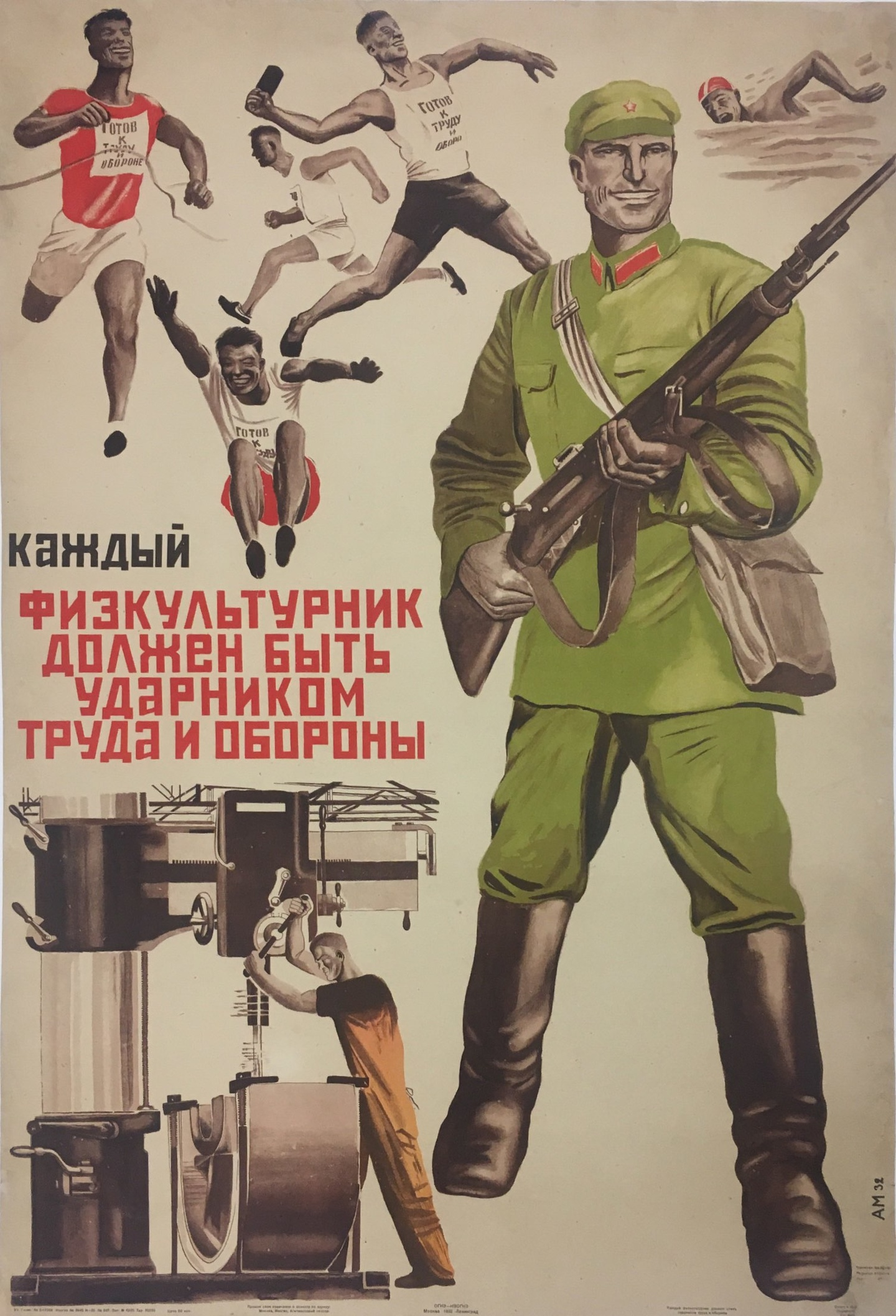
Плакат 1932 года,
представление о физически совершенном советском человеке, подготовленном для работы и войны

Физи́ческое соверше́нство — высшая степень физического развития и всесторонней физической подготовленности человека к трудовой и военной деятельности. Является показателем здоровья, гармоничного развития физических качеств и способностей в соответствии с индивидуальными потребностями человека. Средством достижения физического совершенства является занятие физическими упражнениями (гимнастические, легкоатлетические комплексы, закаливание организма, гигиена). Физическое совершенство — цель физического развития человека. Физическое совершенство — лишь часть гармоничного развития личности.
Метод достижения физического совершенства обусловливается социально-экономическим строем общества и отражает классовую идеологию. Так, в СССР задачей достижения физического совершенства было использование его в соответствии с потребностями социалистического общества. Методом достижения физического совершенства в СССР являлась государственная программа Готов к труду и обороне СССР.
Исследователь М. Богем проследил первое упоминание термина «физическое совершенство», озвученное в партийном документе 1960-х годов. В БСЭ термин «физическое совершенство» относят к программе КПСС 1976 года «…нового человека, гармонически сочетающего в себе духовное богатство, моральную чистоту и физическое совершенство».

## Показатели
К показателям физического совершенства относят:
- Здоровье (пропорционально развитое телосложение, правильная осанка, физическое воспитание — владение знаниями эффективно пользоваться своим телом, способность осваивать новые двигательные действия) — позволяет приспособиться к трудным условиям жизни
- Физическая подготовленность (качества: ловкость, выносливость, сила, гибкость, координация; системы: сердечно-сосудистая, дыхательная, мышечная) — позволяет перейти к СФП
- Творческое долголетие